# Орадівська волость
Орадівська волость (Христинівська волость) — історична адміністративно-територіальна одиниця Уманського повіту Київської губернії з центром у селі Орадівка.
Станом на 1886 рік складалася з 9 поселень, 10 сільських громад. Населення — 9538 осіб (4474 чоловічої статі та 4681 — жіночої), 1390 дворових господарств.
|                     | Площа, десятин | У тому числі орної, дес. |
| ------------------- | -------------- | ------------------------ |
| Сільських громад    | 6698           | 6024                     |
| Приватної власності | 8906           | 6369                     |
| Казенної власності  | 480            | 393                      |
| Іншої власності     | 356            | 302                      |
| Загалом             | 16440          | 13088                    |

Основні поселення волості:
- Орадівка — колишнє власницьке село при річці Удич за 18 верст від повітового міста, 1067 особи, 183 двори, православна церква, школа, поштова станція, постоялий двір, постоялий будинок.
- Вербувате — колишнє власницьке село при струмкові, 605 осіб, 126 дворів, православна церква, школа, постоялий будинок.
- Голяківка — колишнє власницьке село, 531 особа, 84 двори, православна церква, школа, постоялий будинок, водяний млин, цегельний завод.
- Обігов (Ягубець) — колишнє власницьке село при річці Удич, 1036 осіб, 162 двори, православна церква, школа, 2 постоялих будинки, 2 водяних млини.
- Розсішки — колишнє власницьке село при річці Удич, 1272 особи, 215 дворів, православна церква, школа, постоялий будинок, 2 водяних і вітряний млини, винокурний завод.
- Сичівка — колишнє власницьке село при джерелах, 1490 осіб, 224 двори, православна церква, школа, постоялий двір, постоялий будинок, вітряний млин.
- Талалаївка — колишнє власницьке село, 565 осіб, 83 двори, православна церква, школа, постоялий будинок, водяний і вітряний млини.
- Христинівка — колишнє власницьке село, 1815 осіб, 294 двори, православна церква, школа, 2 постоялих будинки, водяний і вітряний млини.

Наприкінці XIX сторіччя волосне правління було перенесено до села Христинівка та назву волості змінено на Христинівська.
Старшинами волості були:
- 1909—1910 роках — Іларіон Якович Заверуха[2][3];
- 1912—1915 роках — Євдоким Іванович Санічук[4][5][6].